# 프레스토 (브라우저 엔진)
프레스토(Presto)는 오페라 소프트웨어가 오페라 브라우저를 위해 개발한 레이아웃 엔진이다. 몇몇 기술 프리뷰와 베타 버전을 거쳐 2003년 1월 28일 오페라 7.0에 포함되었다. 현재 오페라 브라우저의 레이아웃 엔진이다. 프레스토 엔진은 오페라 브라우저 혹은 관련된 제품에만 사용 가능하고, 소스나 바이너리 DLL은 공개적으로 사용 가능하지 않다.

## 자바스크립트 엔진
"리니어 A"는 구 버전의 오페라가 사용하던 자바스크립트 엔진이다. 그 후 프레스토의 "코어"를 탑재하고 있는 오페라 7.0부터 9.27은 "리니어 B" 레이아웃 엔진을 사용한다.
"퍼타크" 엔진은 프레스토의 "코어 2"에 포함되어 있고, 오페라 9.5부터 오페라 10.10이 이 엔진을 탑재하고 있다.. 출시 당시에는 가장 빠른 엔진 중 하나였지만, 2008년 경에 구글의 V8, 모질라의 트레이스몽키, 애플의 SquirrelFish 등이 더 발전된 속도를 보여줬다. 그 후 2009년 초에 오페라는 "카라칸"이라는 새로운 자바스크립트 엔진을 공개했다. 오페라 10.50 프리 알파에 포함된 카라켄 엔진은 다른 엔진과의 벤치마크 결과 가장 빠른 엔진으로 평가되었다..

## 역사와 개발
| 프레스토 버전      | 자바스크립트 엔진 | 브라우저 코드네임 | 오페라 브라우저 | 오페라 모바일 | 기타 사용              | 새로운 기능 |
| ------------------ | ----------------- | ----------------- | --------------- | ------------- | ---------------------- | --- |
| 프레스토 이전 단계 | 없음              | 무명              | 3.5             |               |                        | |
| 프레스토 이전 단계 | 리니어 A          | 엘렉트라/무명     | 4.0             |               |                        | |
| 1.0                | 리니어 B          | 무명              | 7.0             |               |                        | |
| 2.0                | 리니어 B          | 멀린              | 9.0             |               | 인터넷 채널            | 캔버스, Acid2 테스트 통과, 고급 텍스트 편집, XSLT 및 XPath 지원                                                                  |
| 2.1                | 퍼타크            | 케스트렐          | 9.5             | 9.5           | 닌텐도 DS 브라우저     | SVG Tiny 1.2, SVG를 CSS로, SVG를 이미지로, 오디오 객체                                                                           |
| 2.1.1              | 퍼타크            | 케스트렐          | 9.6             |               |                        | Scope API, SVG를 파비콘으로 |
| 2.2                | 퍼타크            | 페레그린          |                 | 9.7           |                        | |
| 2.2.15             | 퍼타크            | 페레그린          | 10.0 10.1       | 9.8           |                        | Acid3 테스트 100점, 정확한 픽셀, 웹 폰트, CSS 셀렉터 API, RGBA & HSAL, TLS 1.2, SVG에서의 FPS, HTML 안의 SVG 폰트                |
| 2.3                | 퍼타크            |                   |                 |               | 오페라 디바이스 SDK 10 | CSS3 : border-image, border-radius (rounded corners), box-shadow, transitions; HTML5: <audio> and <video> elements               |
| 2.4                | 퍼타크            |                   |                 | 10            |                        | CSS2.1: visibility:collapse; CSS3 : transforms; HTML5: <canvas> 섀도우, 웹 데이터베이스, 웹 스토리지, window.btoa 와 window.atob |
| 2.5.24             | 카라켄            | 에벤스            | 10.5            | 10.1          |                        | CSS3: 다중 백그라운드; HTML5: <canvas> 텍스트                                                                                    |
| 2.6.30             | 카라켄            | 에벤스            | 10.6            |               | 오페라 미니 서버       | WebM; HTML5: AppCache, 지오로케이션, Web Workers                                                                                 |
| 프레스토 버전      | 자바스크립트 엔진 | 브라우저 코드네임 | 오페라 브라우저 | 오페라 모바일 | 기타 사용              | 새로운 기능 |

## 프레스토 기반 애플리케이션

### 웹 브라우저
- 오페라
  - 오페라 브라우저 7 ~ 12
  - 오페라 모바일 9.5 ~ 12
  - 오페라 미니
- 닌텐도
  - 닌텐도 DS 브라우저 (오페라 기반)[17]
  - 닌텐도 DSi 브라우저 (오페라 기반)[18]
  - Wii 인터넷 채널 브라우저 (오페라 기반)[19]
- 노키아 770 브라우저 (오페라 기반)
- 소니 Mylo COM-1 브라우저 (오페라 기반)[20]

### HTML 편집기
- 어도비 드림위버 (단, CS4부터는 웹킷을 사용함)
- 어도비 CS2[21]
- 어도비 CS3[22]
- Virtual Mechanics SiteSpinner Pro[23]

## 같이 보기
- 블링크 (브라우저 엔진)
- V8 (자바스크립트 엔진)